# Новая (Таицкое городское поселение)
Но́вая — деревня в Гатчинском муниципальном округе Ленинградской области.

## История
На «Топографической карте окрестностей Санкт-Петербурга» Военно-топографического депо Главного штаба 1817 года обозначена деревня Голодуха из 5 дворов.
Деревня Голодуха из 5 дворов упоминается на «Топографической карте окрестностей Санкт-Петербурга» Ф. Ф. Шуберта 1831 года.

ГОЛОДУХИ — деревня принадлежит Квашнину-Самарину, титулярному советнику, число жителей по ревизии: 11 м. п., 14 ж. п. (1838 год)

Согласно «Топографической карте частей Санкт-Петербургской и Выборгской губерний» в 1860 году в деревне Большая Ивановка было 6 крестьянских дворов.

ГОЛОДУХА — деревня владельческая при колодце, число дворов — 5, число жителей: 12 м. п., 11 ж. п. (1862 год)

В 1879 году деревня Голодуха насчитывала 4 двора.

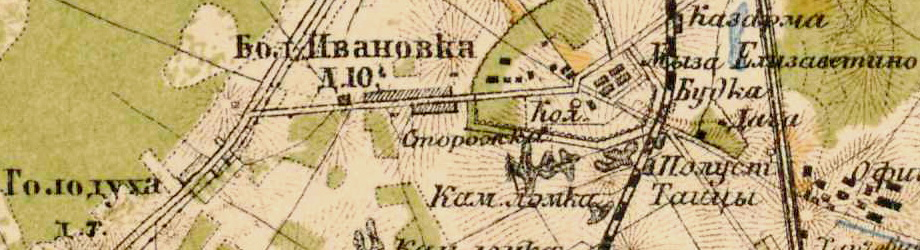
План деревни Голодуха. 1885 год

В 1885 году деревня Голодуха насчитывала 7 дворов.
В конце XIX — начале XX века деревня административно относилась к Староскворицкой волости 3-го стана Царскосельского уезда Санкт-Петербургской губернии.
К 1913 году количество дворов увеличилось до 31.
С 1917 по 1922 год деревня Голодуха входила в состав Нижневского сельсовета Старосвкорицкой волости Детскосельского уезда.
С 1922 года в составе Елизаветинского сельсовета.
С 1923 года в составе Гатчинского уезда.
С 1924 года в составе Таицкого сельсовета.
С 1927 года в составе Красносельской волости.
Согласно данным переписи населения СССР 1926 года в деревне Голодуха Таицкого сельсовета Староскворицкой волости Троцкого уезда проживали 128 человек. В 1928 году население деревни Голодуха также составляло 128 человек.

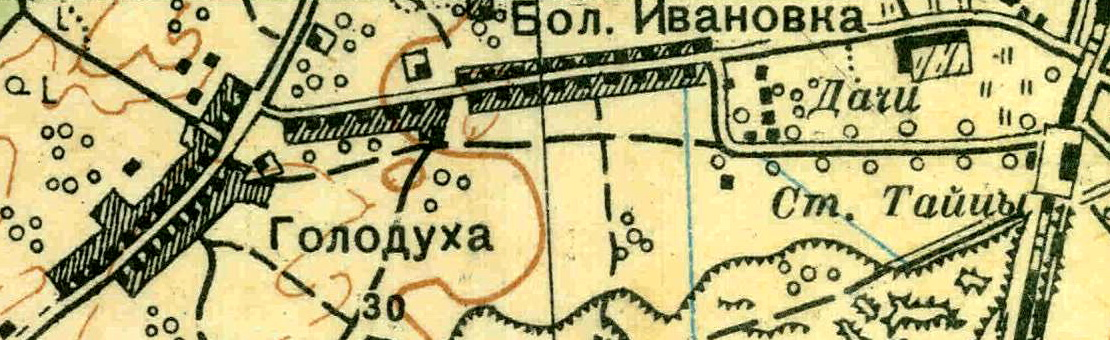
План деревни Голодуха. 1931 год

По данным 1933 года деревня Голодуха входила в состав Таицкого сельсовета Красногвардейского района.
C 1 августа 1941 года по 31 декабря 1943 года деревня находилась в оккупации.
С 1 января 1950 года деревня Голодуха учитывается областными административными данными как деревня Новая. 
В 1958 году население деревни Новая составляло 79 человек.
По данным 1966 и 1973 годов деревня Новая находилась в составе Большетаицкого сельсовета.
По данным 1990 года деревня Новая находилась в административном подчинении Таицкого поссовета.
В 1997 году в деревне проживали 20 человек, в 2002 году — 32 человека (русские — 91%), в 2007 году — 35.

## География
Деревня расположена в северной части района на автодороге 41К-500 (Спецподъезд № 1).
Расстояние до административного центра поселения, посёлка городского типа Тайцы — 2 км.
Деревня находится в 1,5 км к западу от станции Тайцы.

## Демография
| 1862 | 2007 | 2010 | 2017 |
| ---- | ---- | ---- | ---- |
| 23   | ↗35  | ↗37  | ↗58  |

### Национальный состав
Согласно данным Всероссийской переписи населения 2021 года в деревне проживали 79 человек, из них:
 русские — 76, азербайджанцы — 1, армяне — 4, татары — 1 человек.